# Тучемпи (Стшелецько-Дрезденецький повіт)
Тучемпи (пол. Tuczępy) — село в Польщі, у гміні Дрезденко Стшелецько-Дрезденецького повіту Любуського воєводства.
У 1975-1998 роках село належало до Гожовського воєводства.